# MTV Classic
MTV Classic – polski telewizyjny kanał muzyczny, uruchomiony 30 czerwca 2002 w miejsce anglojęzycznego VH1.
Nadawał przez 24 godziny na dobę w jęz. polskim i przeznaczony był dla starszych odbiorców w wieku 25 – 39 lat. MTV Classic prezentował zarówno najnowsze hity, jak i teledyski z lat 60., 70., 80. i 90. 1 grudnia 2005 został zastąpiony przez VH1 Polska.

## Ramówka
- Greatest Hits
- MTV Classic 60'
- MTV Classic 70'
- MTV Classic 80'
- 3 Z 1
- Nowości MTV CLASSIC
- Bytesize
- Lista przebojów wszech czasów - propozycje
- MTV Classic Live
- Top 12
- Classic Hits
- Alfabet Gwiazd
- Pełna Kultura
- Ten Of The Best
- MTV Classic Rock
- MTV Classic Ballads
- MTV Classic Dance
- MTV Classic New Romantic

## Prezenterzy
- Beata Sadowska
- Marcin Prokop
- Marek Niedźwiecki